# 久織ちまき
久織 ちまき（くおり ちまき、2月2日 - ）は、日本のイラストレーター、漫画家。新潟県出身。

## 主な作品

### 挿絵
- 女子大生会計士の事件簿DX（著：山田真哉。角川文庫。2004年 - 2010年。全6巻）
  - 女子大生会計士、はじめました（著：山田真哉。角川文庫。2007年）
- パセリ伝説〜水の国の少女〜シリーズ（著：倉橋燿子。講談社、青い鳥文庫。2006年 - 2010年。全12巻+外伝全1巻）
- ラ・メール星物語シリーズ（著：倉橋燿子。講談社、青い鳥文庫。2011年 - 。3巻まで刊行中）
- 野望円舞曲（著：荻野目悠樹、原案：田中芳樹。徳間デュアル文庫。2000年 - 2010年。全10巻）
- ランブルフィッシュ（著：三雲岳斗。角川スニーカー文庫。2001年 - 2006年。全10巻）
- 機動戦士ガンダム　ハイ・ストリーマー（著：富野由悠季。徳間デュアル文庫。2002年。全3巻）
- デス・タイガー・ライジング（著：荻野目悠樹。ハヤカワ文庫。2003年 - 2004年。全4巻）
- センター試験「　　」の点数が面白いほどとれる問題集シリーズ（中経出版。2005年 - 2006年）
- 銀色の恋人（著：タニス・リー。ハヤカワ文庫。2007年4月復刊）
- 銀色の愛ふたたび（著：タニス・リー。ハヤカワ文庫。2007年5月）
- 佐和山物語（著：九月文。角川ビーンズ文庫。2009年 - 2010年。全6巻）
- 平家物語 夢を追う者（著：時海結以。青い鳥文庫。2011年）
- 枕草子　清少納言のかがやいた日々（著：時海結以。青い鳥文庫。2014年）
- 紫式部日記　天才作家のひみつ（著：時海結以。青い鳥文庫。2018年）
- ちはやぶる　百人一首恋物語（著：時海結以。青い鳥文庫。2019年）
- いまひとたびの　百人一首姫物語（著：時海結以。青い鳥文庫。2020年）
- きずなの兄弟と鎌倉殿　曽我物語（著：時海結以。青い鳥文庫。2021年）

### 漫画
- 機動戦士ガンダムSEED DESTINY THE EDGE（角川書店。2004年 - 。全5巻）
  - 機動戦士ガンダムSEED DESTINY THE EDGE Desire（角川書店。2006年 - 。全2巻）
- 戦国BASARA2 GROOVE'N DRAGON（カプコン。2008年。全2巻）
- 週刊マンガ日本史 第18号 武田信玄（朝日新聞出版）
- 機動戦士ガンダム 逆襲のシャア BEYOND THE TIME（角川書店。2010年 - 。全2巻）
- きみの帰る場所（小学館。2012年。短篇集）
- 聖闘士星矢 セインティア翔[1]（秋田書店。2013年10月号 - 2021年9月号。全16巻）
  - 聖闘士星矢セインティア翔 memories（秋田書店。2022年9月号 - ）
- 新装版 機動戦士ガンダムSEED DESTINY THE EDGE（角川書店。2023年 -。全5巻）
  - 新装版 機動戦士ガンダムSEED DESTINY THE EDGE Desire（角川書店。2024年。全2巻）

### その他
- 直江兼続パッケージ・新潟県産コシヒカリ（パッケージイラスト）[2]